# Glenn Miller
Alton Glenn Miller (n. 1 martie 1904, Clarinda⁠(d), Iowa, SUA – d. 15 decembrie 1944, Canalul Mânecii) a fost un muzician american de muzică jazz. Printre cele mai cunoscute compoziții ale sale se numără „In the Mood”, „Moonlight Serenade”, „Pennsylvania 6-5000”, „Chattanooga Choo Choo”, „A String of Pearls”, „At Last”, „(I've Got a Gal In) Kalamazoo”, „American Patrol”, „Tuxedo Junction”, „Elmer's Tune” și „Little Brown Jug”.
A apărut (rol principal) în 2 filme: Serenadă în Valea Soarelui (1941) și Orchestra Wives (1942).

## Legături externe
- Glenn Miller la Find a Grave